# 巴斯蒂亚-翁布拉
巴斯蒂亚-翁布拉（義大利語：Bastia Umbra），是意大利翁布里亚大区佩鲁贾省的一个市镇。总面积27.62平方公里，人口21600人，人口密度782.0人/平方公里（2009年）。ISTAT代码为054002。